# Liste der Naturdenkmale in Kottweiler-Schwanden
Die Liste der Naturdenkmale in Kottweiler-Schwanden nennt die im Gemeindegebiet von Kottweiler-Schwanden ausgewiesenen Naturdenkmale (Stand 2. April 2013).

## Naturdenkmale
| Nr.         | Bezeichnung        | Lage                                                                                               | Beschreibung                                               | Bild                                    |
| ----------- | ------------------ | -------------------------------------------------------------------------------------------------- | ---------------------------------------------------------- | --------------------------------------- |
| ND-7335-220 | Aufm Bärenbusch    | Kottweiler, nördlich des Ortes; Flur Aufm Bärenbusch Lage                                          | Gehölz; flächenhaftes Naturdenkmal                         | Direkt Bild zu diesem Denkmal hochladen |
| ND-7335-221 | Erzgrubenschlucht  | Schwanden, westlich des Ortes, an der Gemarkungsgrenze zu Fockenberg-Limbach bzw. Steinwenden Lage | Taleinschnitt des Pfaffenbachs; flächenhaftes Naturdenkmal | Direkt Bild zu diesem Denkmal hochladen |
| ND-7335-222 | Geißenrechwäldchen | Schwanden, nordwestlich des Ortes Lage                                                             | langgestrecktes Waldstück; flächenhaftes Naturdenkmal      | Direkt Bild zu diesem Denkmal hochladen |